# Municipio de Silao de la Victoria
El Municipio de Silao de la Victoria es uno de los cuarenta y seis municipios que integran el estado mexicano de Guanajuato con cabecera municipal en Silao. Tiene una población de 173 024 hab y un área de 538.72 km, que constituye el 1.76 % del territorio total del Estado de Guanajuato.

## Toponimia
A diferencia de su cabecera municipal —que simplemente se llama Silao—, el nombre completo del municipio es Silao de la Victoria. Silao proviene del purépecha Tzinacua, que significa ‘lugar de humaredas’, que hace alusión a las aguas termales que se encuentran en las zonas circundantes de la ciudad. Mientras que de la Victoria hace alusión a la victoria liberal en la Batalla de Silao durante la guerra de Reforma.

## Símbolos

### Escudo
|  | El escudo de armas de Silao está blasonado así: Blasón de forma española. Dividido en cuatro cuarteles. En el cuartel superior izquierdo tiene en su centro a Santiago el Mayor, patrono de la ciudad. En el superior derecho están representadas la columnas de vapor de agua que surgen de los manantiales de Comanjilla. En el inferior izquierdo está la primera iglesia católico de Silao, que llevó el nombre de El Hospital. En el interior derecho, las plantas de maíz que representan a la agricultura. El blasón tiene una bordura argén, en donde está inscrito el lema del municipio (palabra o palabra) respectivamente del lado derecho, arriba e izquierdo. En la parte superior en una cinta tiene el nombre completo del municipio. En la parte inferir hay dos espigas que simbolizan la abundancia y productividad de Silao. |

### Lema
| Omnia Vincit Labor | Constituye una variante del lema Labor omnia vincit (en latín: El trabajo todo lo vence), que a su vez está extraído de las Geórgicas de Virgilio. |

## Geografía

### Ubicación
El Municipio de Silao está en la región noroeste del estado, situado a los 100°25′59″ de longitud al oeste del meridiano de Greenwich y a los 20°56′24″ de latitud norte. La superficie territorial es de 538.72 kilómetros cuadrados, equivalentes al 1.76 % del total estatal. Al norte y al este limita con el Municipio de Guanajuato; al sur con Irapuato; al sureste con Romita, y al oeste con León. La cabecera municipal es la ciudad de Silao, la cual tiene 74 242 habitantes, siendo la quinta localidad más poblada del estado de Guanajuato.

### Orografía

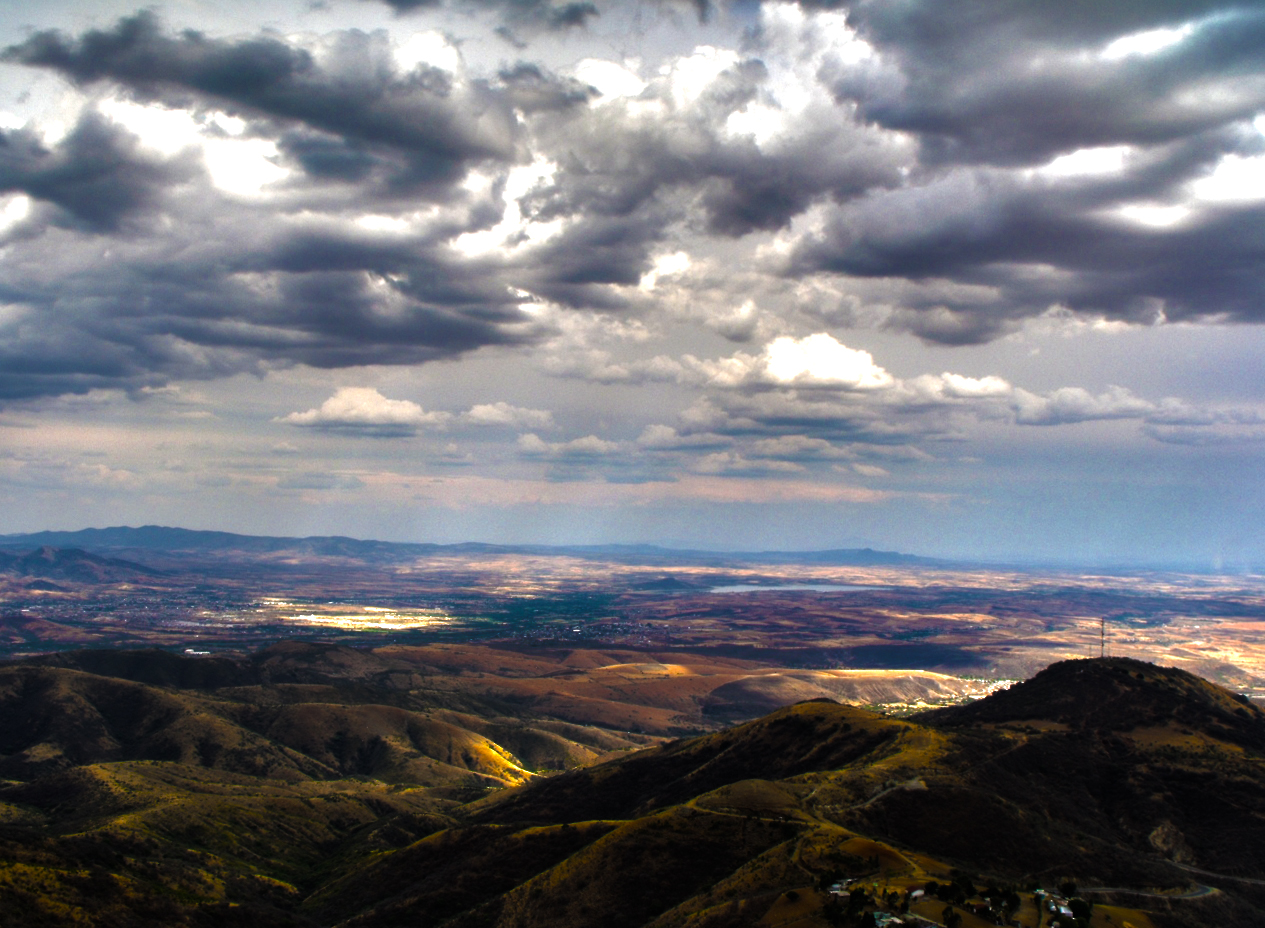
Vista panorámica desde el cerro del Cubilete.

Su territorio es casi plano formado por la parte llamada El Bajío. La altura media sobre el nivel del mar es de 1 780 metros.  Entre sus pocas elevaciones importantes se encuentra el cerro del Cubilete, cuya altura es 2,570 metros sobre el nivel del mar.

### Hidrografía
El río Silao cruza la mayor parte del territorio municipal y a su paso va alimentándose de los arroyos Magueyes, Pascuales, Hondo y El Tigre, así como del río Gigante, que es su principal afluente. 
Dentro del municipio se encuentran algunos arroyos de importancia, como los de Agua Zarca, San Francisco, El Paraíso, Pabileros y Aguas Buenas.
El agua subterránea se explota en forma intensiva en la zona Silao-Romita, mediante 2 086 pozos de aprovechamiento que extraen un volumen de 259 mm cúbicos. Los principales acuíferos son de tipo granulares formados por grava, arena y arcilla, de gran espesor y de buena permeabilidad. En general se contempla buena calidad del agua, siendo utilizada en riego debido a su baja salinidad y baja probabilidad de acumular cantidades peligrosas de sodio intercambiable. Dentro de esta cuenca, destacan dos manantiales de origen importante: Comanjilla, con una temperatura de 96 °C, y Aguas Buenas con una temperatura de 46 °C.

### Clima
El clima del municipio es semicálido en la mayoría del territorio, con lluvias en el verano y una temperatura media anual de 24 °C, pudiendo alcanzar una temperatura de hasta 32 °C en el mes de mayo y una mínima de hasta 5 °C en los meses de diciembre y enero. La zona noroeste del municipio presenta un clima es semiseco, con una temperatura predominante mayor a los 24 °C. Su precipitación pluvial varía de 600 a 800 milímetros.

## Demografía

### Población
El 49.2 % de la población son hombres y 50.8 % son mujeres. En 2020 la población del municipio de Silao de la Victoria alcanzó 203 556 habitantes, distribuidos en un total de 403 localidades. La cabecera municipal y localidad más poblada es la ciudad de Silao, la cual cuenta con una población total de 83,352 habitantes.
Las localidades urbanas se localizan del centro hacia el norte del municipio, con excepción de La Aldea, que se encuentra al sur poniente en camino hacia el municipio de Romita. A continuación se muestran las ciudades más pobladas del municipio:
| Comanjilla Colonias Nuevo México Coecillo Franco Silao Bajío de Bonillas La Aldea |

### Localidades
En el censo de 2020 el municipio de Silao de la Victoria contaba con 403 localidades.
| Código INEGI      | Localidad                       | Población (2020) |
| ----------------- | ------------------------------- | ---------------- |
| 110370001         | Silao de la Victoria            | 83 352           |
| 110370191         | Franco                          | 9 089            |
| 110370004         | La Aldea                        | 6 576            |
| 110370019         | Coecillo                        | 4 463            |
| 110370006         | Bajío de Bonillas               | 3 561            |
| 110370022         | Nuevo México                    | 3 460            |
| 110370091         | Los Rodríguez                   | 3 365            |
| 110370024         | Comanjilla                      | 3 162            |
| 110370066         | Nápoles                         | 2 790            |
| 110370031         | Chichimequillas                 | 2 601            |
| 110370379         | San Antonio Texas               | 2 595            |
| 110370008         | San Francisco de los Baños      | 2 085            |
| 110370057         | Medio Sitio                     | 1 922            |
| 110370084         | Providencia de Nápoles          | 1 839            |
| 110370058         | Medranos                        | 1 776            |
| 110370059         | Menores                         | 1 709            |
| 110370062         | Mezquite de Sotelo              | 1 686            |
| 110370099         | San Diego el Grande             | 1 573            |
| 110370127         | Trejo                           | 1 537            |
| 110370115         | San Miguel del Arenal           | 1 508            |
| 110370093         | El Salitrillo                   | 1 453            |
| 110370648         | Condado la Pila primera sección | 1 435            |
| 110370064         | Monte del Coecillo              | 1 375            |
| 110370089         | El Refugio de los Sauces        | 1 311            |
| 110370076         | Paxtle                          | 1 309            |
| 110370003         | Aguas Buenas                    | 1 298            |
| 110370094         | San Agustín de las Flores       | 1 287            |
| 110370017         | El Capulín de la Cuesta         | 1 274            |
| 110370018         | Cerritos                        | 1 264            |
| 110370049         | Loza de Barrera                 | 1 231            |
| 110370387         | Francisco Javier Mina           | 1 228            |
| 110370439         | Loma de Yerbabuena              | 1 201            |
| 110370050         | Lucero de Ramales               | 1 075            |
| Otras localidades | Otras localidades               | 46 166           |
| Total municipal   | Total municipal                 | 203 556          |

### Zona metropolitana
Silao es parte de los 4 municipios que forman la Zona Metropolitana de León, junto con los municipios de León, San Francisco del Rincón y Purísima del Rincón. Esta zona metropolitana es la séptima más grande del país.
Silao se ha visto beneficiado por su ubicación en la zona metropolitana, y unos ejemplos son el Aeropuerto Internacional del Bajío; la construcción del Puerto Interior, el puerto seco más importante de México; la construcción de varias vialidades de primer nivel que conectan con las ciudades de León, Guanajuato e Irapuato como lo son el Eje Metropolitano o los libramientos Norte y Sur.

### Religión
En el censo del año 2000, el 95.8 % de los habitantes de Silao se dijo de religión católica, el 1.8% protestantes, un 1.4% pertenecientes a otras asociaciones religiosas y el otro 1% sin religión o no se especificó.

## Gobierno
Silao es uno de los cuarenta y seis municipios libres del Estado Libre y Soberano de Guanajuato, cuya Constitución Política establece lo siguiente:

ARTÍCULO 106. El Municipio Libre, base de la división territorial del Estado y de su organización política y administrativa, es una Institución de carácter público, constituida por una comunidad de personas, establecida en un territorio delimitado, con personalidad jurídica y patrimonio propio, autónomo en su Gobierno Interior y libre en la administración de su Hacienda.

ARTÍCULO 107. Los Municipios serán gobernados por un Ayuntamiento. La competencia de los Ayuntamientos se ejercerá en forma exclusiva y no habrá ninguna autoridad intermedia entre los Ayuntamientos y el Gobierno del Estado.

### Política
El gobierno del municipio le corresponde al Ayuntamiento estando este conformado por el presidente municipal, un síndico y un cabildo compuesto de diez regidores, los cuales son electos mediante el principio de representación proporcional. Todo el ayuntamiento es electo para un periodo de tres años que no son renovables para el periodo consecutivo, pero sí de forma no continua, y entra a ejercer su cargo el día 10 de octubre del año de la elección.

### Representación legislativa
Para la elección de los diputados locales que conforman el Congreso de Guanajuato y de los diputados federales que conforman la Cámara de Diputados, el municipio de Silao de la Victoria se encuentra integrado en los siguientes distritos electorales:
- Federal: Distrito electoral 9 de Guanajuato, conformada por la totalidad del municipio de Silao y el de Irapuato con cabecera distrital en Irapuato.
- Local: Distrito electoral 13 de Guanajuato, conformada por la totalidad del municipio de Silao y el de Romita con cabecera distrital en Silao.

### Lista de presidentes municipales
| Presidente                          | Periodo        | Partido |
| ----------------------------------- | -------------- | ------- |
| Alberto Bailleres                   | 1911-1912      |         |
| Roberto Gómez                       | 1912-1913      |         |
| Edmundo Baschet                     | 1914           |         |
| Fidel Zúñiga                        | 1914           |         |
| J. J. Franco                        | 1914           |         |
| Jacinto Plata                       | 1914           |         |
| Valente Aguirre                     | 1915           |         |
| Lorenzo Gallo                       | 1916           |         |
| Francisco Chagoya                   | 1916           |         |
| Juan E. Macías                      | 1916           |         |
| Federico Domínguez Villareal        | 1917-1918      |         |
| Isidro Caballero                    | 1919           |         |
| Silvestre Bravo                     | 1919           |         |
| Ambrosio González                   | 1920           |         |
| Pablo Carmona                       | 1920-1921      |         |
| Faustino Ramírez                    | 1922 1925-1926 |         |
| Rosalío Vargas                      | 1923-1924      |         |
| Coronel Ocampo N. Bolaños           | 1924           |         |
| José Morales Cuéllar                | 1924           |         |
| Francisco Salgado                   | 1924           |         |
| Héctor Fernández                    | 1924           |         |
| Francisco García Carranza           | 1927-1928      |         |
| José Camacho                        | 1928           |         |
| Víctor Quintana                     | 1928 1932      |         |
| Arturo Bailleres                    | 1932           |         |
| Alfredo Villaseñor                  | 1932           |         |
| Coronel Francisco Ávila             | 1932           |         |
| Francisco Chagoyan                  | 1932           |         |
| Raúl P. Velasco                     | 1932           |         |
| Alfredo Chagoyan                    | 1933-1934      |         |
| Togo Dulche                         | 1935           |         |
| Ernesto Muños                       | 1936-1937      |         |
| Florentino Troncoso                 | 1938-1939      |         |
| Justo A. Pedrosa                    | 1940-1941      |         |
| Manuel Arroyo G.                    | 1942-1943      |         |
| José E. Bravo                       | 1943-1944      |         |
| Jesús Navarro Jr.                   | 1944-1945      |         |
| Facundo Castro Manrique             | 1948-1949      |         |
| Alfonso Rocha Gómez                 | 1949-1951      |         |
| Guillermo de León Cevallos          | 1952           |         |
| José Gutiérrez Camarena             | 1952-1953      |         |
| Alfonso Guerrero Sánchez            | 1953-1954      |         |
| Fernando Mendoza Ramírez            | 1955-1957      |         |
| Pedro Salgado López                 | 1957-1960      |         |
| José Jesús González Macias          | 1960-1963      |         |
| Roberto A. Morales                  | 1963-1966      |         |
| Agustín Rangel Montaño              | 1966-1969      |         |
| Alejandro Torres González           | 1969-1972      |         |
| Ricardo Azuela Espinoza             | 1973           |         |
| José López Hernández                | 1973           |         |
| Alfonso Ruiz Ledesma                | 1973-1975      |         |
| Luis Ernesto Alcocer Fonseca        | 1976           |         |
| Fernando Mondelo Liceaga            | 1976-1977      |         |
| José de Jesús Trujillo Guerrero     | 1977-1979      |         |
| Manuel Orellana Jiménez             | 1979-1982      |         |
| Francisco Javier Valdovinos Fuentes | 1982-1985      |         |
| Severiano Pérez Vázquez             | 1985-1988      |         |
| Teodoro Mosqueda Zepeda             | 1988-1991      |         |
| Francisco Javier González Lasso     | 1991-1994      |         |
| Alfredo Mosqueda Vieyra             | 1994-1997      |         |
| Luis Gerardo Valdovino Fuentes      | 1997-2000      |         |
| Carlos García Villaseñor            | 2000-2003      |         |
| Guillermo Aguirre Velázquez         | 2003-2006      |         |
| Jorge Galván Gutiérrez              | 2006-2009      |         |
| Juan Roberto Tovar Torres           | 2009-2012      |         |
| Enrique Benjamín Solís Arzola       | 2012-2015      |         |
| Juan Antonio Morales Maciel         | 2015-2018      |         |
| José Antonio Trejo Valdepeña        | 2018-2021      |         |
| Carlos García Villaseñor            | 2021-2024      |         |
| Janet Melanie Murillo Chávez        | 2024-2027      |         |

## Infraestructura

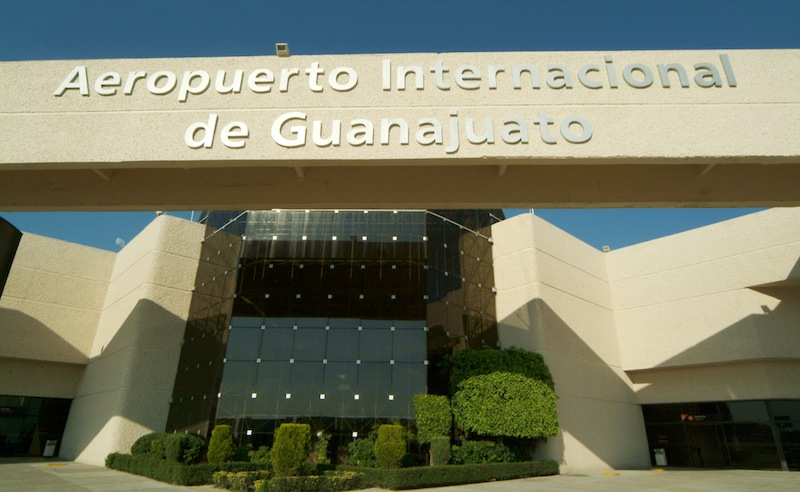
Aeropuerto Internacional del Bajío.

Es el municipio donde se ubica el Aeropuerto Internacional del Bajío, y funge generalmente como centro aéreo de los municipios aledaños: Irapuato, Guanajuato, León y Salamanca. 
En el municipio pasa la Carretera Federal 45.

## Turismo
Silao alberga atractivos turísticos como el monumento del Cristo Rey, el parque Guanajuato Bicentenario y varios parques acuáticos, como las aguas termales de Aguas Buenas. El municipio también destaca por el turismo de negocios. 
Algunos atractivos son:
- Cerro del Cubilete. En la parte más alta de sus 2,500 m se eleva el monumento del Cristo Rey de aproximadamente 20 metros. El cual comenzó su construcción el 10 de diciembre de 1944, finalizando los trabajos el 17 de agosto de 1966. Construido por los arquitectos Nicolás Mariscal Piña, autor del proyecto, y José Carlos Ituarte González.

- La ruta del Campeonato Mundial de Rally (WRC). Desde el año 2004, en la ciudad y comunidades de Silao, León y Guanajuato, cada año se celebra esta competición en el mes de marzo.

- Museo de los Hermanos José Chávez Morado y Tomás Chávez Morado. Importantes muralistas y escultores nacidos en Silao.

- Parque Guanajuato Bicentenario. Construido con motivo del Bicentenario de la Independencia de México, es un parque recreativo que alberga grandes exposiciones sobre la historia, el arte y la cultura de México, también cuenta con espacios para conciertos y otros eventos.

- Edificio de la Casa de la Cultura Isauro Rionda Arreguín. Anteriormente era el Cuartel Militar Venustiano Carranza.

- Combate de flores, tradicional evento que se celebra el 25 de julio, aniversario de la fundación de la ciudad.

Las distancias a las ciudades próximas por carretera son breves, ya que se encuentra a 10 minutos de las ciudades de Guanajuato y Romita, así como a 15 minutos de la ciudad de León y a 25 minutos de la ciudad de Irapuato.
|                                 |
| Parque Guanajuato Bicentenario. |

|                                      |
| Cristo Rey en el cerro del Cubilete. |

|                                                   |
| Museo de los Hermanos José y Tomás Chávez Morado. |